# Ensoph
Gli Ensoph sono una band avantgarde metal/industrial metal italiana fondata nel 1997.

## Storia del gruppo
Il progetto Ensoph nasce nel 1997 dalle ceneri di una band prog-doom di nome Endaymynion grazie all'idea di Xraphael (chitarra) e Xenos (batteria). Nel 1998 al gruppo si aggiungono Mahavira (voce), Patrizia (voce) e Next-X@nctum (tastiere). Mentre nel 2000 la formazione cambia ulteriormente: N-Ikonclast (voce), Xraphael (chitarre), KKTZ (basso), Next-X@nctum (tastiere), Xenos (batteria), Anna (flauto).
I generi musicali che si accavallano nei suoni di questa band sono i più svariati, dall'electro-industrial al metal estremo fino al gothic prog, lasciando grande spazio alla sperimentazione. I loro testi trattano tematiche generalmente esoteriche e filosofiche, con particolare attenzione alla tradizione cabalistica (da cui deriva anche il nome della band).
La band ha tenuto diversi concerti in Italia e all'estero, ed ha condiviso il palco con band del calibro di Deathstars, Wednesday 13, Arcturus, Theatre of Tragedy, Katatonia, Cinema Strange, Kirlian Camera, Trail of Tears, Spiritual Front, Death SS, Dope Stars Inc, Ephel Duath, Theatres des Vampires e Opera IX
Gli Ensoph, per dare un'idea della proposta musicale e concettuale, hanno coniato il termine "Gloomy Avant-gardism For A [De]Generation Wasted".
Nel settembre 2010 Xraphael e Xenos e Next-X@nctum formano i Die Wunde (poi rinominati Awake The Sun) progetto dedito ad una moderna interpretazione del Dark/Doom Metal di matrice europea.
Nel 2017 N-Ikonoclast ritorna sulle scene, dopo aver realizzato un album con gli IsRain, con una nuova creatura, i Lucifer For President (raw metal, horror punk) che vede alla chitarra, l'ex EVOL Samael Von Martin.

## Formazione attuale
- N-Ikonoclast - voce
- Xraphæl - chitarra e programming
- KKTZ - basso
- Next-X@nctum - tastiere
- Xenos - batteria

## Discografia

### Album studio
- 2001 - Bleeding Womb of Ananke - Il sangue e l'inchiostro di Fredegisio
- 2004 - Opus Dementiae - Per Speculum et in Aenigmate
- 2006 - Project X-Katon
- 2009 - Rex Mundi X-Ile

### Demo e EP
- 1998 - Les Confessions du Mat
- 2000 - Ananke or The Spiral-Trinity beyond Alfa & Omega
- 2002 - Sophia - An Apocryphal Prophecy